# Hampsonodes ferrealis
Hampsonodes ferrealis là một loài bướm đêm trong họ Noctuidae.